# Hala widowiskowo-sportowa Arena
Hala Arena – hala widowiskowo-sportowa w Poznaniu, w parku Kasprowicza na Łazarzu.

## Charakterystyka

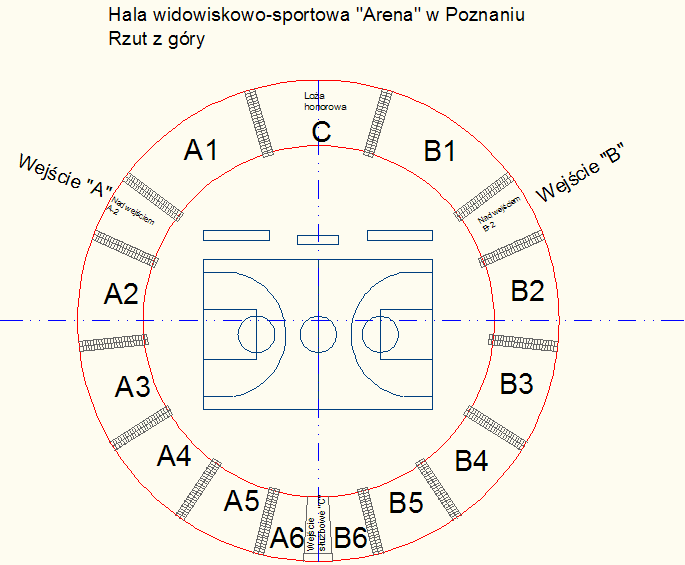
Plan ogólny Areny

Kształt hali (odwrócony spodek) przypomina Mały Pałac Sportowy zbudowany w Rzymie w 1958 roku (proj. Pier Luigi Nervi). Od ok. 2007 r. planowana jest jej modernizacja, jednak prace odsuwane są regularnie na późniejszy termin.
Dach kopuły pokryty jest blachą aluminiową barwioną na złocisty kolor. Hala posiada 4200 miejsc siedzących na trybunach oraz ok. 3000 miejsc dostawnych na parkiecie. Arena jest dostosowana do organizowania imprez sportowych, koncertów, przedstawień i seansów filmowych. Pod trybunami znajdują się bufet, kawiarnia, szatnie i garderoby, sauna, sala do rozgrzewki i zaplecze sanitarne. Hala jest przystosowana dla potrzeb osób niepełnosprawnych.
W niej odbywają się popularne wydarzenia: Independance, RMI Trance Xplosion, Revolution, Dancetination, czy ATB in Concert, Armin Only.
W Arenie odbył się również pożegnalny koncert Pidżamy Porno. W poznańskiej Arenie organizowane są także mecze w ramach siatkarskiej Ligi Światowej. W 2009 halę odwiedziły też najlepsze reprezentacje w koszykówce, aby rozegrać mecze w ramach Mistrzostw Europy.

## Historia

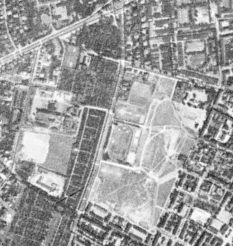
Miejsce przyszłego parku Kasprowicza z halą Areny sfotografowane przez satelitę w 1965 r.

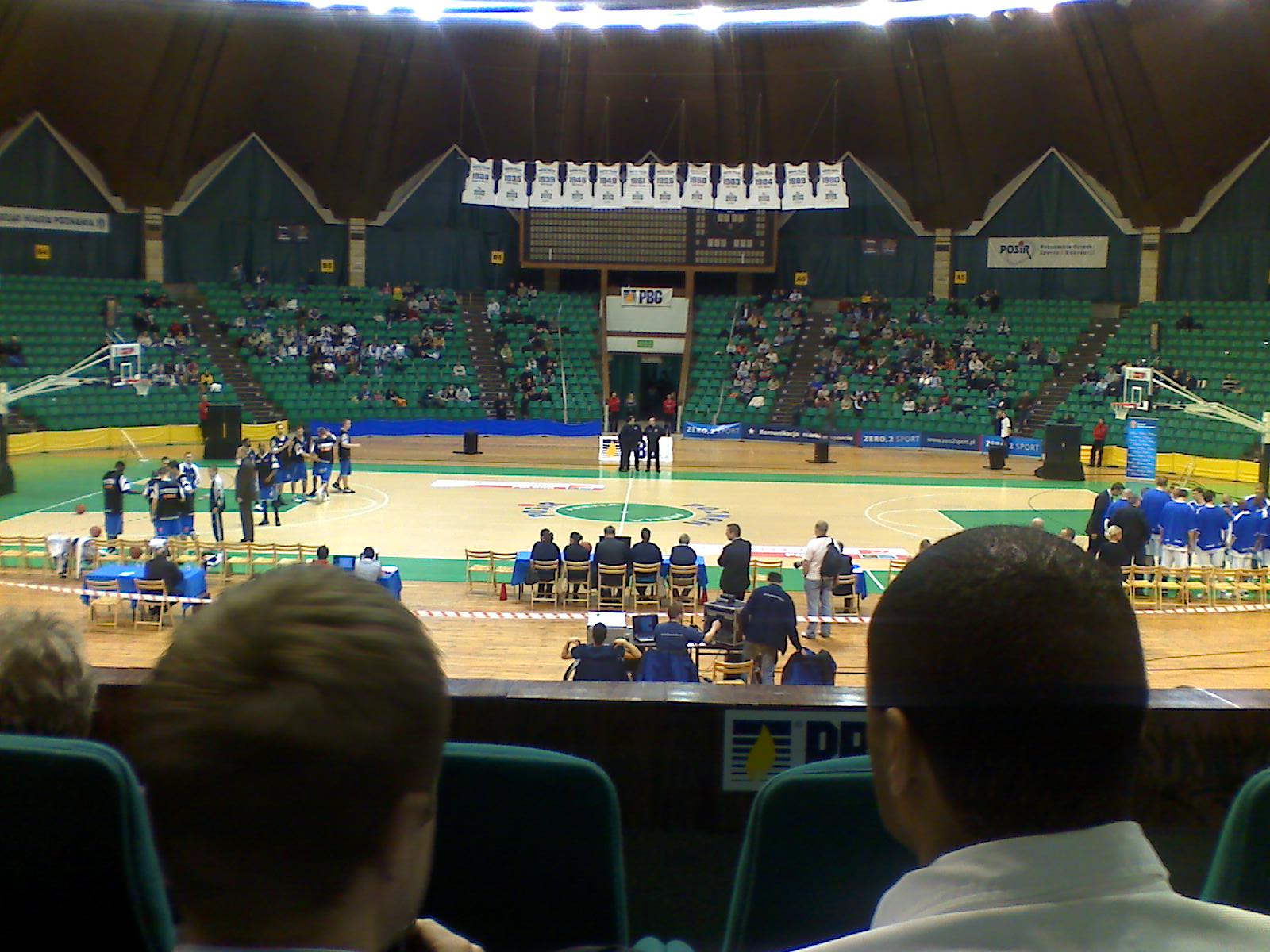
Wnętrze Areny

Decyzję o budowie hali widowiskowo-sportowej Prezydium Rady Narodowej m. Poznania podjęło w 1969 roku. Pierwotnie planowano zbudować większy obiekt (na kilkanaście tysięcy osób) i umieścić go na terenach Cytadeli. Formę bryły ostatecznie przesądziły przesłanki ekonomiczne, z których wynikało, że optymalną figurą geometryczną jest koło, a stereometryczną – bryła stanowiąca czaszę lub wycinek kuli. Halę budowano przez 23 miesiące: od lipca 1972 do 28 czerwca 1974 według projektu Jerzego Turzenieckiego.
Zasadniczy element funkcjonalny budynku stanowi arena o powierzchni 1625 m² i średnicy 44,5 m okolona pasem komunikacyjnym (3 m) i widownią. Widownia była planowana na 4088 miejsc: 3920 miejsc stałych, 99 miejsc w loży prasowej i 69 miejsc w loży honorowej. Możliwe było dostawienie 2600 miejsc na płycie areny. Obciążenia poszczególnych elementów liczono na komputerze Mińsk 22 w poznańskim Zakładzie Elektronicznej Techniki Obliczeniowej. Obiekt wyposażono także w specjalne urządzenia: ruchomą kabinę jezdną centralnej rampy świetlnej, umożliwiając jej obsługę oraz składany ekran umieszczony w zapadni (24 m na 15 m). Obydwa rozwiązania były niekonwencjonalne i zostały zgłoszone do Urzędu Patentowego. W pobliżu hali (ul. Reymonta) zaprojektowano parkingi: jeden bezpośrednio przy hali na 175 samochodów osobowych, drugi przy południowo-zachodnim narożniku terenu (przy pływalni) na 225 samochodów osobowych i 16 autokarów. Wraz z halą zbudowano budynki pomocnicze: wentylatornię i kotłownię.
W końcu 2019 Międzynarodowe Targi Poznańskie przedstawiły projekt renowacji hali, który ma zostać zrealizowany do 2021. Hala ma być przebudowana i zmieścić 9.000 osób na koncertach i 6.000 osób na imprezach sportowych. Wnętrze ma zostać obniżone o jedną kondygnację, a trybuny, zamiast obecnych łukowych, mają być równoległe do boiska i wielopoziomowe. Planowana jest budowa lóż VIPowskich. Plac olimpijski przed halą ma zostać całkowicie przebudowany, a pod nim (od ul. Wyspiańskiego) ma powstać parking podziemny na siedemset samochodów.

## Dane techniczne
- kubatura obiektu: 114 284 m³
- kubatura widowni z areną: 87 262 m³
- powierzchnia zabudowy:  7 780 m²
- powierzchnia użytkowa: 13 500 m²
- powierzchnia widowni: 1 791 m²
- powierzchnia widowni bez loży honorowej i prasowej: 1 625 m²
- średnica: 100 m
- powierzchnia kopuły: 6200 m²
- wysokość kopuły: 28 m